# Geoffroea decorticans
Geoffroea decorticans là một loài thực vật có hoa trong họ Đậu. Loài này được (Hook. & Arn.) Burkart miêu tả khoa học đầu tiên.

## Hình ảnh

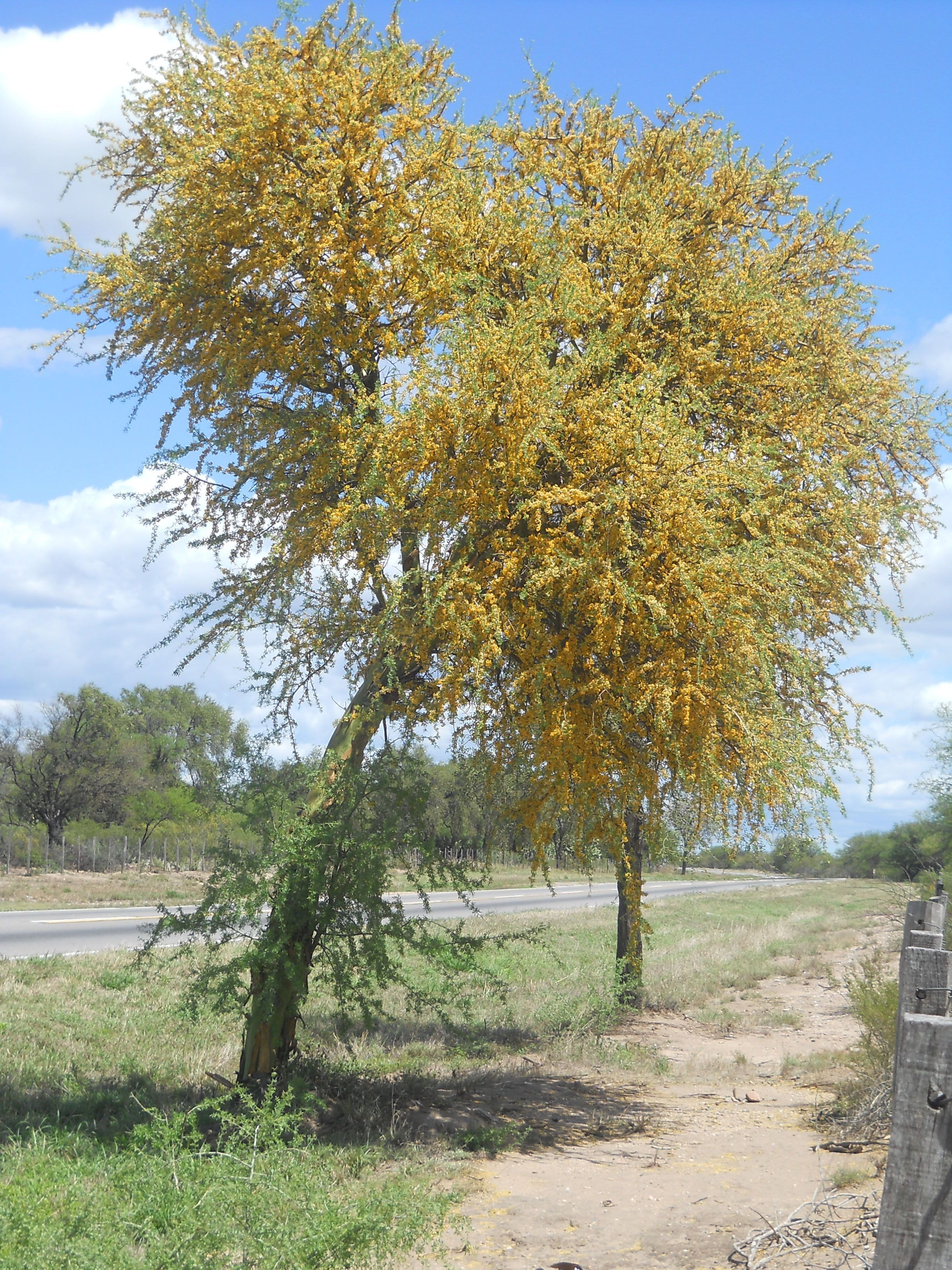
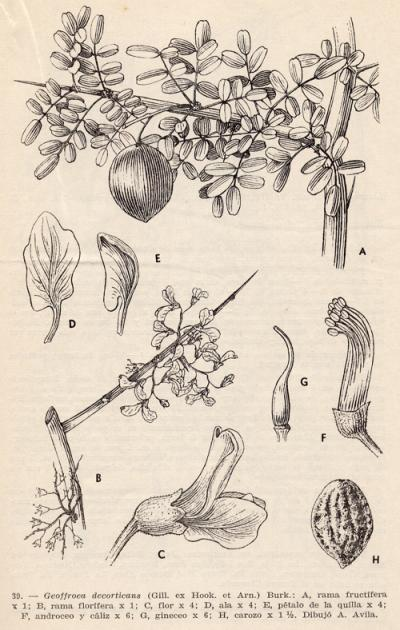
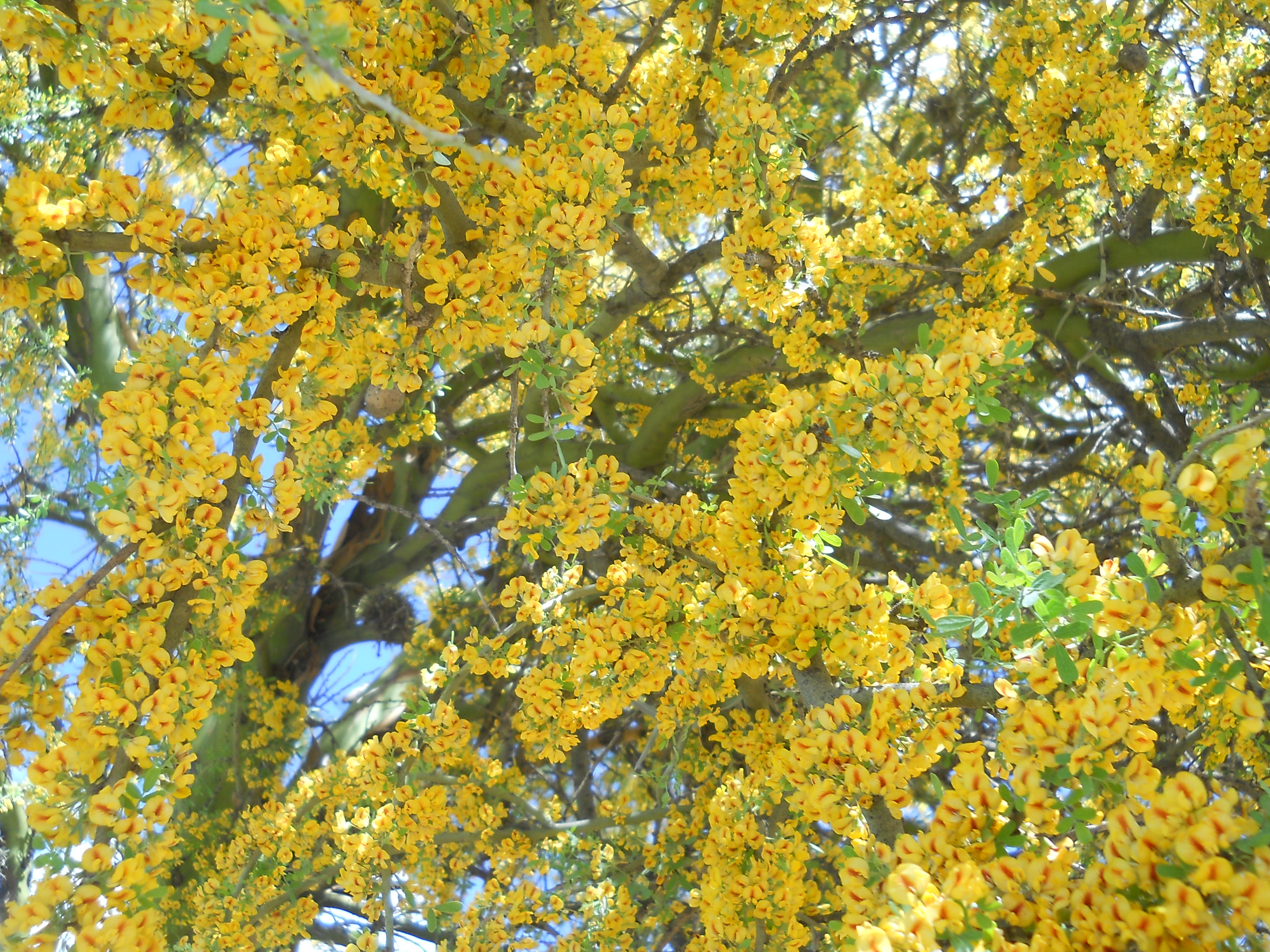
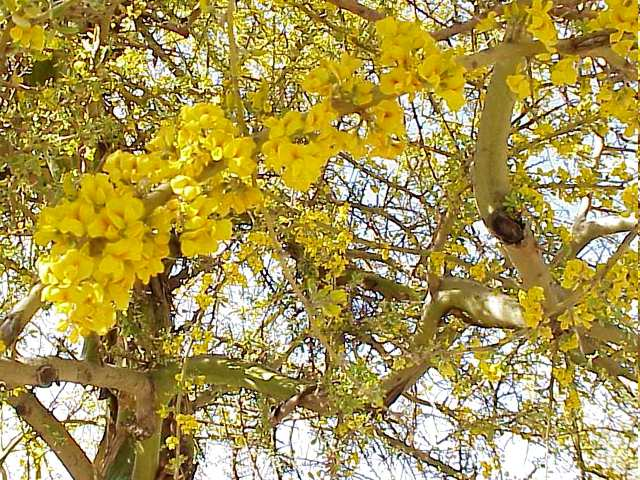
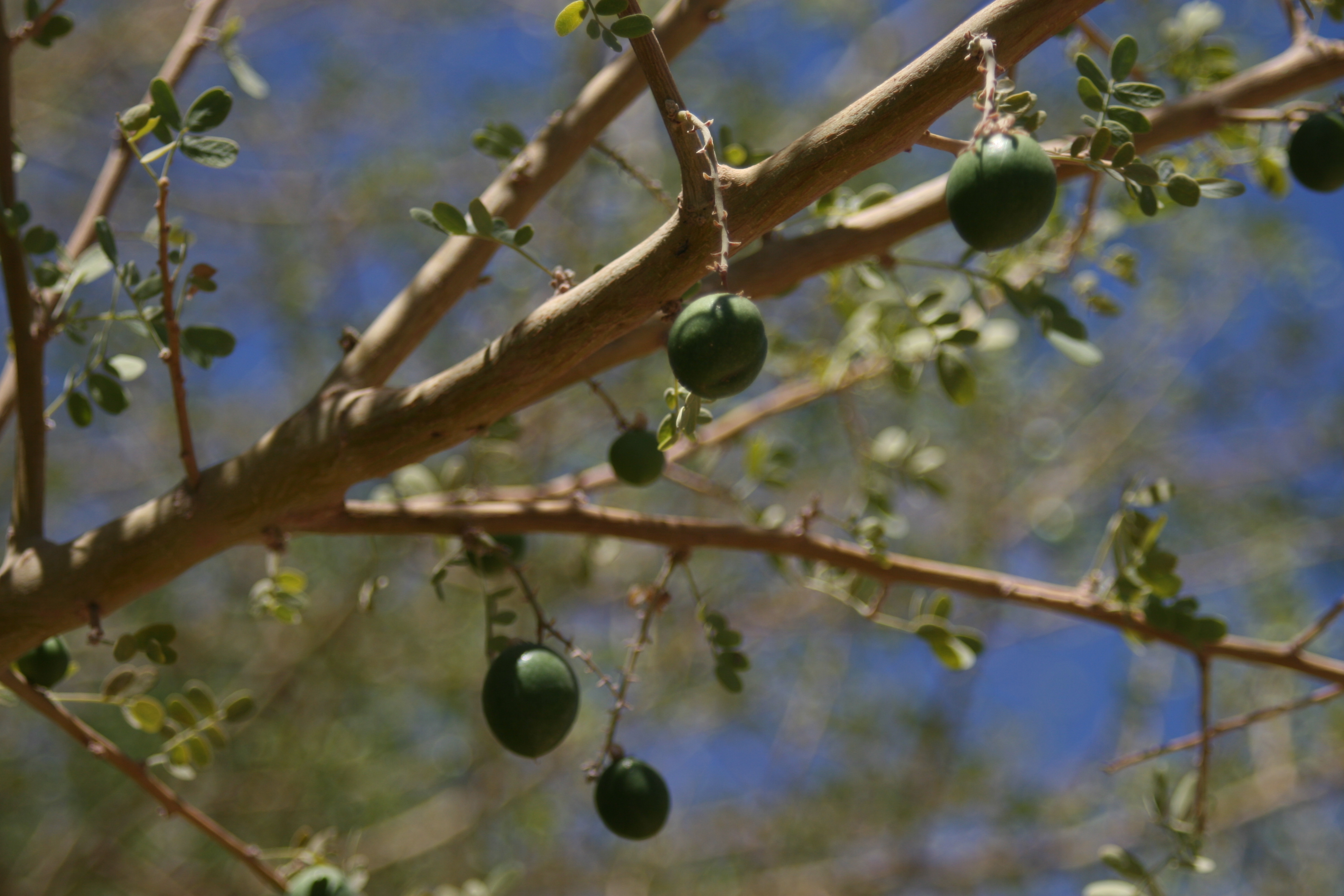